# Snowboarder (film)
Snowboarder (Snowborder per la trasmissione su Irpinia TV) è un film del 2003 diretto da Olias Barco.

## Trama
Il giovane Gaspard ha una passione: lo snowboard. Il suo sogno è diventare un professionista. Affamato di sensazioni sempre nuove e in continua sfida con i propri limiti, il ragazzo arriverà a scoprire sé stesso.